# Väinö Bremer
Väinö Bremer, född 24 april 1899 i Åbo, död 23 december 1964 i Kervo, var en finländsk idrottsutövare som tävlade under 1920-talet. Vid olympiska vinterspelen i Chamonix deltog han i militärpatrull och ingick i det finska laget som tog silver. Bremer deltog även i olympiska sommarspelen i Paris på Modern femkamp där han kom nia.
Bremer var pilot och var en pionjär i den finska flyghistorien. Han flög 1932 från Helsingfors till Kapstaden och tillbaka. Året efter försökte han flyga jorden runt, men sovjetiska myndigheter tillät inte honom att flyga över sovjetisk territorium. Han fick åka båt vissa sträckor. Han dog när hans plan störtade i Kervo.